# Pseudopanthera quadrimaculata
Pseudopanthera quadrimaculata là một loài bướm đêm trong họ Geometridae.